# Programme afghan

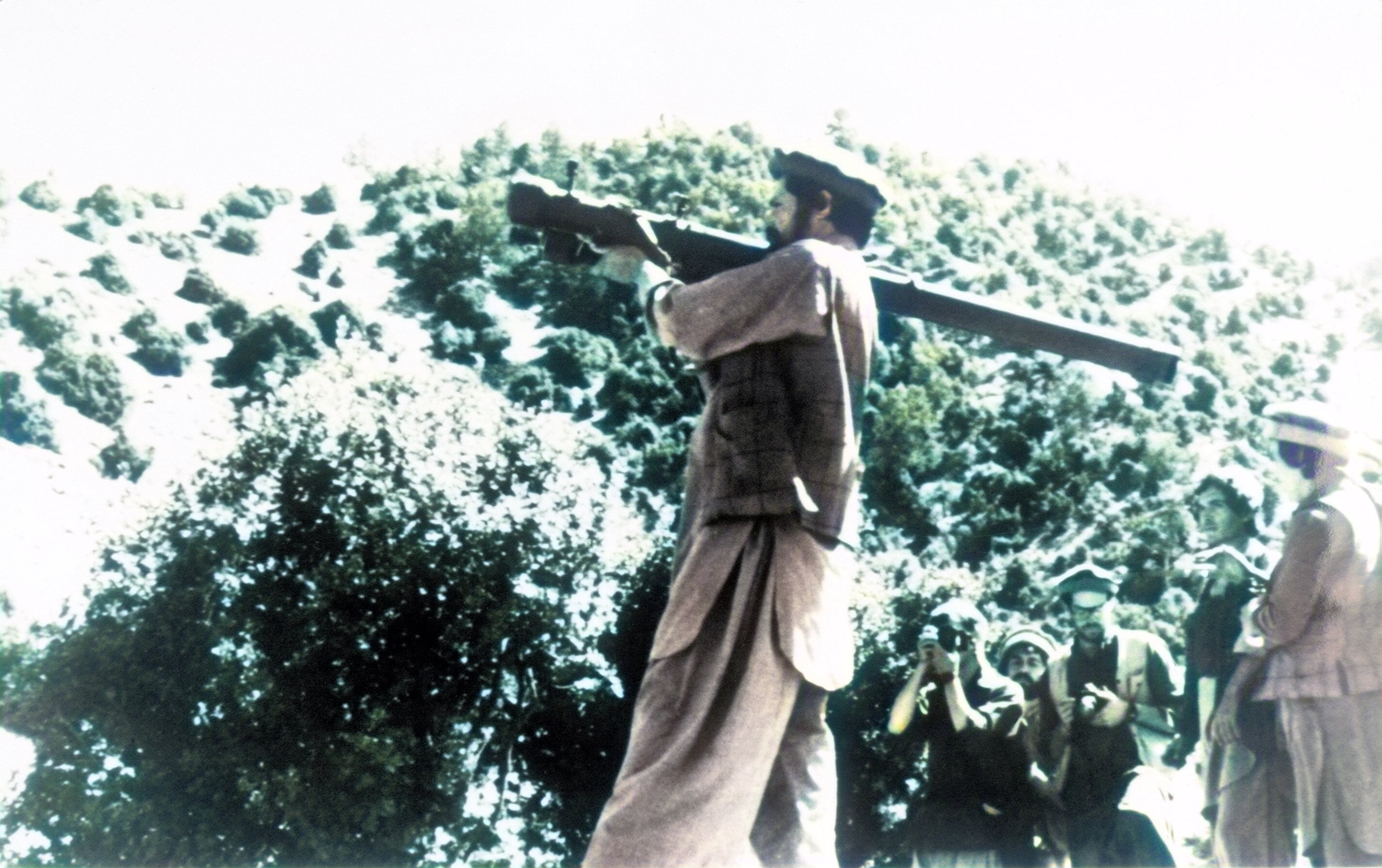
Un moudjahide afghan en 1988, équipé d'un lance-missiles sol/air 9K32 Strela-2, soit récupéré sur les forces soviétiques ou gouvernementale afghane, soit acheté par des fonds provenant de la CIA dans le cadre du programme afghan.

« Programme afghan » (Afghan program) est le nom souvent donné dans la littérature à l'opération secrète de la CIA qui consistait à armer les moudjahidines afghans opposés au gouvernement communiste afghan, ce dernier étant soutenu par l'URSS. Cette opération, dont le nom de code semble avoir été « Operation Cyclone »,,,, fut lancée par le président Jimmy Carter le 3 juillet 1979 et ne s'arrêta qu'au 1er janvier 1992 sous l'administration George H. W. Bush.

## Histoire
En 1979, face à l'expansionnisme de l'Union soviétique, le président américain Jimmy Carter décide de durcir sa politique étrangère vis-à-vis de l'URSS et de ses alliés. Le 5 mars 1979, la CIA soumet plusieurs propositions d'action secrète en Afghanistan, où le gouvernement communiste pro-soviétique faisait face à une rébellion anticommuniste moudjahidine. Le 3 juillet 1979, Carter signe un finding (ordre exécutif) autorisant pour la première fois un soutien à la guérilla anticommuniste moudjahidine. Cette assistance est « non létale », ne comprenant pas d'armes ou de munitions mais consistant en de la propagande et la fourniture d'équipement radio, d'aide médicale ou d'argent aux rebelles. En France, le 11 mars 1980, un représentant du gouvernement afghan communique à l'émission Les Dossiers de l'écran des extraits de journaux occidentaux, antérieurs à décembre 1979, qui informaient de l'ouverture de camps d'entraînement de Moudjahidines au Pakistan. Cette aide américaine s'élève à environ un demi-million de dollars,. L'intervention soviétique en Afghanistan a eu pour Jimmy Carter l'avantage de le sortir au niveau national et mondial d'une situation embarassante : le refus persistant par le Sénat américain de ratifier le traité SALT II, signé à Vienne avec Léonid Brejnev, six mois plus tôt. En janvier 1980, le président Carter tire prétexte de l'intervention soviétique pour dire qu'il ne demandera plus au Sénat la ratification du traité conclu en juin 1979 ; tout en ajoutant qu'il en ferait respecter les termes de l'exécution. 
En décembre 1979, l'Armée rouge envahit l'Afghanistan. En réaction, sur le terrain, le président Carter signe un nouveau finding (qui sera re-autorisé par Ronald Reagan lorsqu'il lui succédera début 1981), autorisant désormais la CIA à fournir des armes aux moudjahidines. Le but était de harceler les Soviétiques, les États-Unis ne pensant pas que les moudjahidines puissent les vaincre. Le finding précisait que la CIA devait travailler avec le Pakistan et se remettre aux priorités des Pakistanais. Les premières armes, principalement des fusils Enfield .303, arrivèrent au Pakistan le 10 janvier 1980, quatorze jours après l'invasion soviétique.

### Le «pipeline»
Le président pakistanais Muhammad Zia-ul-Haq accepte que ses services secrets, l'Inter-Services Intelligence (ISI), collaborent avec la CIA dans l'opération mais tenait à imposer un secret draconien sur le programme. Aucun Américain ne devait opérer en Afghanistan, toute la logistique et l'entraînement de moudjahidines au Pakistan serait fait par l'ISI, la CIA se contentant d'être le payeur et le superviseur de l'opération, et d'entraîner les instructeurs de l'ISI.
L'architecture du « pipeline » des armes reste globalement la même pendant toute la guerre : la CIA achetait des armes d'origine soviétique (pour qu'on ne puisse prouver l'implication des États-Unis) à des pays qui en disposaient comme la Chine (premier fournisseur d'armes au début du programme), l'Égypte, et parfois à des militaires polonais anti-russes. Les armes sont amenées par bateau à Karachi, puis par train dans des entrepôts à Rawalpindi et Quetta, où elles sont réparties parmi les sept partis politiques représentant des groupes de moudjahidines. Une flotte de camions de l'ISI les amenaient ensuite à Peshawar et à la frontière, où les moudjahidines les réceptionnent et organisent des convois de mules et de porteurs qui franchissent la frontière.
L'Arabie saoudite est un autre important contributeur au programme. En juillet 1980, les États-Unis concluent avec le roi saoudien un accord par lequel il s'engage à apporter un financement égal à celui alloué par le Congrès américain au programme. Les services secrets saoudiens, dirigés par le prince Turki ben Fayçal Al Saoud, virent l'argent sur un compte suisse de la CIA, qui l'utilise pour ses achats d'armes.

### Les «sept de Peshawar»
Les différents groupes de moudjahidines afghans sont réunis en sept partis politiques représentés auprès de l'ISI par leur chef :
- le Hezb-e Islami Gulbuddin (HIG ou parti islamique) de Gulbuddin Hekmatyar, considéré comme le plus fondamentaliste, et favori de l'ISI ;
- le Ittehad-e Islami (en) (Islamic Union of Afghanistan, IUA, ou union islamique) dirigé par Abdul Rasul Sayyaf (en), lié aux Frères musulmans, favori des services secrets saoudiens, et lié à des djihadistes étrangers (« Arabes ») venus d'Égypte et du Golfe persique ;
- le Jamiat-e Islami (Communauté de l'Islam, JIA), de Burhanuddin Rabbani, Tadjik, le seul des sept à ne pas être Pachtoune, et dont un membre les plus connus était le commandant Ahmed Chah Massoud ;
- le Hezb-e-Islami - Khalis (HIK ou parti islamique) de Mohammad Younes Khalis ;
- le Jabha-i-Nijat-Milli (Afghan National Liberation Front, ANLF, ou Front National de Libération de l'Afghanistan) de Sibghatullah Mojaddedi ;
- le Harakat-i-Inqilab-i-Islami (en) (Islamic Revolutionary Forces) de Mohammad Nabi Mohammedi, modéré, réputé être le moins corrompu, le moins médiatique et le plus efficace sur le terrain des sept ;
- le Mahaz-i-Milli Islam (en) (National Islamic Front of Afghanistan, NIFA, Front Islamique National pour l'Afghanistan) de Sayed Ahmad Gailani[13].

La CIA suit les choix de l'ISI, qui favorise surtout les mouvements pachtounes et islamistes liés aux Frères musulmans : Hekmatyar, Sayaf, Rabbani, et des commandants radicaux opérant surtout le long de la frontière afghano-pakistanaise tels que Djalâlouddine Haqqani. Le commandant Massoud en reçoit également, mais lorsqu'il conclut une trêve avec les Soviétiques à l'été 1983, l'ISI décide de l'exclure du programme. La CIA entretenait par ailleurs quelques contacts « unilatéraux », à l'insu des Pakistanais, avec certains chefs comme Abdul Haq, et à partir de 1984, Massoud. L'ISI équipe et forme plus de 100 000 hommes entre 1978 et 1992 avec un budget américain progressif total compris entre 3 et 20 milliards de dollars (budget annuel de 20 à 30 millions de dollars en 1980 pour finir à 630 millions de dollars en 1987).
La guerre d'Afghanistan attire des milliers de jihadistes étrangers originaires de divers pays arabes tels que la Syrie, l'Irak, l'Algérie, etc. Des estimations font état de 17 000 à 35 000 musulmans étrangers issus de 43 pays musulmans ayant participé à cette guerre. Le nombre total d'Afghans arabes recensés par les visas délivrés par le Pakistan est d'environ 13 700, comprenant 5 000 Saoudiens, 3 000 Yéménites, 2 800 Algériens, 2 000 Égyptiens, 400 Tunisiens, 370 Irakiens et 200 Libyens. Seulement 44 Afghans arabes sont recensés comme tués à la guerre. La CIA envisage au milieu des années 1980 de les aider, dans une sorte de « brigade internationale », mais ces idées n'aboutissent à rien en pratique. La CIA n'entraîne que des Afghans. Certains groupes soutenus par la CIA via l'ISI, tels que Sayaf et Haqqani, accueillent favorablement ces islamistes. Le millionnaire Oussama ben Laden, par la suite fondateur d'Al-Qaïda, est accueilli en 1986 dans la province de Khost par Djalâlouddine Haqqani. Ben Laden est alors responsable du Maktab al-Khadamāt, un bureau de recrutement de combattants pour l'Afghanistan.
Le programme afghan est dirigé, entre autres, par Vincent Cannistraro (en), ancien de l'Irangate et responsable du groupe de travail de l'Afghanistan à la Maison-Blanche. D'autres personnalités importantes du programme incluent, pour la CIA, John McGaffin, responsable du programme, et l'agent Gust Avrakotos, et du côté politique, le député Charles Wilson, membre du Sous-comité des crédits à la Défense de la Chambre des États-Unis (en), et Joanne Herring, la consul honoraire américaine au Pakistan.

## Résultats du programme afghan
Le programme afghan est un succès indirect pour les États-Unis, qui contribue à l'affaiblissement du bloc de l'Est de 1991, mais il est également précurseur de la montée en puissance des Talibans, qui perdront le pouvoir temporairement après la seconde guerre d'Afghanistan de 2001. 
En août 2021, quarante-deux années après le programme afghan, les talibans reprennent le contrôle du pays après que Donald Trump a annoncé l'aboutissement du retrait des troupes américaines confirmé par Joe Biden.  Le 30 août 2021, les dernières troupes américaines quittent l'Afghanistan et ont officiellement perdu la guerre d'Afghanistan de 2001,,.

## Au cinéma
- La Guerre selon Charlie Wilson de Mike Nichols avec Tom Hanks, Julia Roberts et Philip Seymour Hoffman, tiré du livre de George Crile, sorti en 2007